# Embernagra
Embernagra là một chi chim trong họ Thraupidae.